# جيري هيل (لاعب كرة قدم أمريكية)
جيري هيل (بالإنجليزية: Jerry Hill)‏ هو لاعب كرة قدم أمريكية أمريكي، ولد في 12 أكتوبر 1939 في تورينغتون في الولايات المتحدة.

## وصلات خارجية
- جيري هيل على موقع مرجع كرة القدم المحترفة.كوم (الإنجليزية)